# Lačni Franz
Lačni Franz je bio slovenski rock sastav popularan u tadašnjoj Jugoslaviji 1980-ih. Sastav je osnovan u Mariboru u lipnju 1979. Naziv sastava, znači gladni Franz, kao paralela na osobu iz knjige Kvaka 22, Hungry Joe i njegovu glad za rock glazbom.
Lačni Franz je sebe smatrao lokalnim sastavom iz provincijskog grada. Zoran Predin, vođa sastava, pisao je tekstove od uznemiravajućih balada
(Ne mi dihat za ovratnik, Lipa zelenela je), preko ljubavnih pjesama (Čakaj me, Naj ti poljub nariše ustnice), sve do pjesama sa socijalnom i političkom tematikom (Praslovan, Naša Lidija je pri vojakih). 
Dok su se njihovi "prethodnici" iz sastava Buldožer bavili divljim humorom, pjesme Lačnog Franza bile su ispunjene s auto ironijom, čak kad su opisivali i mračne teme.
Okosnicu sastava činili su frontman i tekstopisac Zoran Predin i gitarist Oto Rimele. Najuspješniji period u radu sastava bio je krajem 1980-ih, kada objavljuju albume Ikebana, Adijo pamet, Ne mi dihat za ovratnik, i Na svoji strani (zadnji album u originalnom sastavu). Zadnji album objavili su 1994. Lačni Franz službeno prestaje postojati 1997., poslije objavljivanja nekoliko kompilacijskih albuma. 
Zoran Predin nastavlja solo karijeru poslije raspada sastave pjevajući hitove poput; Praslovan, Bog nima telefona, Vaterpolist, Ne mi dihat za ovratnik, Čakaj me ili Naj ti poljub nariše ustnice, koje su postale dio njegovog koncertnog repertoara.  
Do kratkog ujedinjenja sastava dolazi u zimu 2005. kada održavaju seriju koncerata u Sloveniji, Beogradu i Zagrebu, da bi se opet razišli 2006.

## Diskografija

### Albumi
- Ikebana (1981.)
- Adijo pamet (1982.)
- Ne mi dihat za ovratnik (1983.)
- Slišiš, školjka poje ti! (1983.)
- Slon med porcelanom (1984.)
- Na svoji strani (1986.)
- Sirene tulijo (1987.)
- Tiha voda (1989.)
- Kaj bi mi brez nas (1989.)
- Ilegalni pubertetniki (1991.)
- Zadnja večerja (1994.)
- Nasvidenje na plaži (1995.)
- Petnajstletnica v živo (1995.)
- Kaj bi mi brez nas (9 CD–box) (2000.)
- Starši vaših radosti (CD+DVD) (2005.)
- Ladja norcev (2016.)

## Vanjske poveznice
- Lačni Franz
- Diskografija na discogs.com